# トコメ川

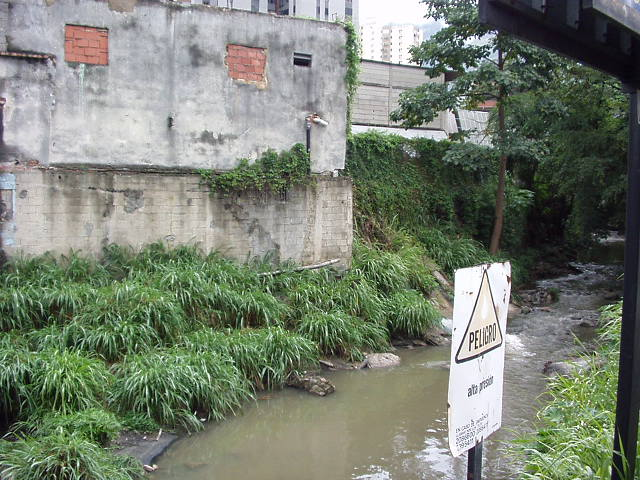
市街を流れる川 (2004年7月)

トコメ川（トコメかわ、Río Tocome）は、ベネズエラのカラカスを流れる川で、グアイレ川の支流である。トコメ沢（Quebrada Tocome）ともいう。ミランダ州スクレ市を北から南に流れる。
アビラ山からカラカス盆地には小さな川が多数流れ込む。トコメ沢もその中の一つで、小河川にすぎないが、比較的流量が多いほうである。上流は清流で大きな滝を作るが、カラカス盆地に入ると水が濁る。下流ではレオンシオマルティネス区とペタレ区の境界をなす。

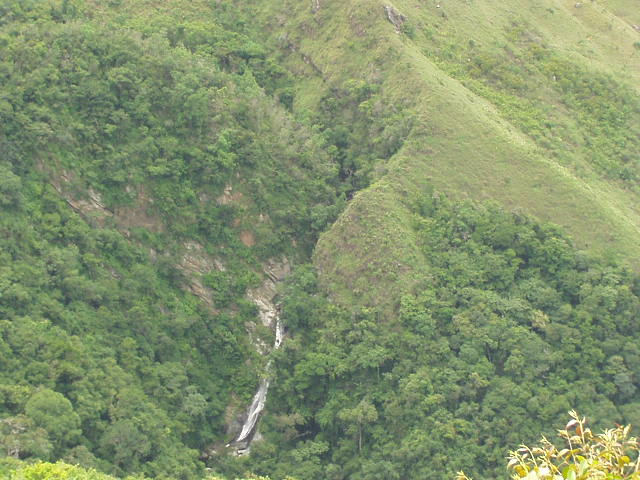
アビラ山を流れる（2004年8月）